# Sony Pictures Animation
«Sony Pictures Animation» — підрозділ компанії «Columbia Pictures», що займається виробництвом анімаційних фільмів. Заснований в 2002 році. Він працює в тісній співпраці з Sony Pictures Imageworks, який займається обробкою цифрової продукції. Перший фільм — Сезон полювання, вийшов 29 вересня 2006 року.

## Фільми
- Сезон полювання (2006)
- Тримай хвилю! (2007)
- Мінлива хмарність, часом фрикадельки (2009)
- Сезон полювання 2 (2009)
- Сезон полювання 3 (2010)
- Секретна служба Санта-Клауса (2011)
- Смурфики (фільм) (2011)
- Монстри на канікулах (2012)
- Пірати! Банда невдах (2012)
- Мінлива хмарність, часом фрикадельки 2 (2013)
- Смурфики 2 (2013)
- Монстри на канікулах 2 (2015)
- Сезон полювання: Байки з лісу (2016)
- Смурфики: Загублене містечко (2017)
- Емоджі Муві (2017)
- Людина-павук: Навколо всесвіту (2018)
- Людина-павук: Крізь Всесвіт (2023)

### Майбутні фільми
- Людина-павук: За межами всесвітів (TBA)